# Блюз ночью
«Блюз ночью», также известен как «Блюз в ночи» (англ. Blues in the Night) — американский музыкальный фильм нуар режиссёра Анатоля Литвака, который вышел на экраны в 1941 году.
Фильм рассказывает о молодом джазовом ансамбле во главе с пианистом Джиггером Пайном (Ричард Уорф), который начинает гастролировать по стране, одновременно вырабатывая собственный джазовый стиль. Случай сводит их с гангстером Делом Дэвисом (Ллойд Нолан), который предоставляет им возможность постоянно выступать в собственном клубе. Выступления ансамбля приносят клубу успех, однако роковая женщина (Бетти Филд) уводит Джиггера из коллектива. После серии событий, включающих два убийства и двойное самоубийство, ансамбль в своём прежнем составе снова отправляется на гастроли.
Критики обратили внимание на жанровое своеобразие картины, сочетающей элементы музыкального фильма, традиционной мелодрамы и фильма нуар. Особенно высоко была оценена музыкальная составляющая фильма. Фильм знаменателен тем, что в качестве актёров в нём снялись два в будущем известных режиссёра — Элиа Казан и Ричард Уорф.
Фильм был номинирован на «Оскар» в категории «Лучшая песня» за песню Blues in the Night.

## Сюжет
Талантливый джазовый пианист Джиггер Пайн (Ричард Уорф) выступает в одном из джазовых клубов Сент-Луиса в сопровождении своего друга, барабанщика Пеппи (Билли Хэлоп). Приятель Джиггера Никки Харойен (Элиа Казан), студент-юрист, мечтающий стать музыкантом, уговаривает своего друга создать собственный джазовый ансамбль, в котором Никки играл бы на кларнете. Тем временем во время выступления один из подвыпивших посетителей клуба (Мэтт Макхью) пристаёт к Джиггеру с требованием сыграть вместо джаза популярную мелодию. Не выдержав его навязчивости, Джиггер бьёт клиента по лицу, что приводит к потасовке в клубе, которую приезжает разнимать полиция. В итоге Джиггер, Пеппи и Никки оказываются в изоляторе полицейского участка. Там Джиггер встречает своего старого знакомого, контрабасиста Пита Бассета (Питер Уитни), приглашая его примкнуть к будущему ансамблю. Услышав, как один из чёрных заключённых поёт в камере подлинный народный блюз, музыканты решают ехать в Новый Орлеан, чтобы выработать там собственное блюзовое звучание. Добравшись до Нового Орлеана, музыканты знакомятся там с отличным безработным трубачом Лео Пауэллом (Джек Карсон) и его милой женой, начинающей певицей Кэректер (Присцилла Лейн), принимая их в состав своего ансамбля.
Собравшийся коллектив отправляется на продолжительные гастроли, совершенствуя свой стиль и исполнительское мастерство в джазовых клубах во всей стране. Получая за свои выступления очень скромные деньги, музыканты вынуждены переезжать из города в город на попутных машинах или зайцами в товарных вагонах поездов. Во время одного из таких переездов Джиггер догадывается, что Кэректер беременна, однако она просит пока не говорить об этом Лео, так как опасается его реакции, что может навредить ансамблю. Однажды в товарный вагон к музыкантам на ходу запрыгивает некий Дел Дэвис (Ллойд Нолан), который, как выясняется, сбежал из тюрьмы в Сан-Франциско. Музыканты угощают Дела скромным ужином, после чего он направляет на них пистолет и требует отдать ему все их деньги. На следующей остановке вагон осматривает знакомый станционный смотритель, который приветствует музыкантов, однако они не говорят ему, что в вагоне находится преступник и грабитель. Их поведение производит на Дела столь сильное впечатление, что он предлагает ансамблю постоянное место для выступлений в своём клубе «Джунгли» в Нью-Джерси.
По прибытии в «Джунгли» музыканты обнаруживают, что клуб влачит жалкое существование. Подъехавший вскоре Дел знакомит их с хозяевами клуба — Сэмом Париасом (Говард Да Сильва), который является управляющим, а также вечно раздражённой певицей Кей Грант (Бетти Филд) и влюблённым в неё хромым подручным Брэдом Эймсом (Уоллес Форд), который когда-то сам был музыкантом. В своё время вся троица входила в банду Дэвиса, но в какой-то момент подставила его, в результате чего он оказался в тюрьме. Сама же троица купила тем временем клуб «Джунгли». Когда Дел требует у Кей вернуть его долю, та заявляет, что денег нет. Тогда Дел объявляет, что в этом случае он забирает клуб себе. Ансамбль Джиггера начинает выступать в клубе, и вскоре благодаря музыкантам клуб становится очень популярным местом среди молодёжи.
Кей делает попытку возродить былые романтические отношения с Делом, однако тот отвергает её. Тогда, рассчитывая вызвать ревность Дела, она начинает заигрывать с Лео, который увлекается её компанией к неудовольствию Джиггера, который полагает, что разлад в семейной жизни Лео может навредить ансамблю. Заметно, что Кэректер заметно переживает по поводу отношений Лео и Кей. Когда Джиггер сообщает Лео, что Кэректер беременна, тот настолько счастлив, что сразу же прекращает все отношения с Кей, и с новой энергией начинает играть в ансамбле. После этого Кей переключает своё внимание на Джиггера, который тайно в неё влюблён. Поначалу он пытается противостоять ей. Однако после посещения врача, который рекомендует Кэректер через месяц прекратить выступления, Джиггер задумывается о том, чтобы взять Кей на её место. Члены ансамбля выступают категорически против этой идеи, считая Кей лишённой таланта и слабой певицей, которая потянет их вниз. Однако, ослеплённый любовью, Джиггер начинает постоянно заниматься с Кей вокальным мастерством, рассчитывая подтянуть её до нужного уровня. Не выдержав нагрузки, которую даёт Джиггер, Кей бунтует и отказывается продолжать занятия, после чего Джиггер признаётся ей в любви. Услышав этот разговор, Брэд доверительно советует Джиггеру не увлекаться Кей, рассказывая, что его собственная любовь к ней закончилась тем, что он потерял ранчо и стал инвалидом. Однако Джиггер не прислушивается к его словам, считая, что сам со всем разберётся.
Тем временем Сэм подбивает Кей позвонить в полицию и донести на Дела, чтобы получать клуб обратно. В надежде вернуть Дела, Кей вызывает его на разговор, решив доказать ему свою преданность тем, что отвергла предложение Сэма сдать его полиции. Однако вместо этого Дел хладнокровно убивает Сэма, а самой Кей приказывает исчезнуть из клуба. Кей направляется к Джиггеру, уговаривая его вместе с ней уехать в Нью-Йорк, где он мог бы начать успешную карьеру. Несмотря на недоумение других музыкантов, Джиггер уезжает вместе с Кей. Вскоре он становится пианистом в популярном коммерческом джаз-бэнде, однако он тяготится этой работой, лишённой творческого начала. Кей тем временем прекращает занятия музыкой и в основном вращается в компании богатых ухажёров. Однажды вечером Джиггер говорит Кей, что увольняется из оркестра и собирается вернуться к своим друзьям. Он предлагает Кей поехать вместе с ним, однако она отвечает, что никогда его не любила, и может вернуться только к Делу, которого всегда любила. После того, как Кей уходит от него, Джиггер погружается в пьянство. Его друзья из ансамбля находят его в одном из баров и пытаются уговорить его вернуться в ансамбль. Пьяный Джиггер самоуверенно заявляет, что теперь сам пишет песни, однако когда его просят показать что-либо из написанного за пианино, Джиггер не может вспомнить нот и вскоре теряет сознание. Джиггера отправляют в больницу, где у него диагностируют глубокий нервно-психический срыв и прописывают длительное восстановление. Члены ансамбля проявляют о нём искреннюю заботу, однако, чтобы не волновать его чрезмерно, скрывают от Джиггера, что ребёнок Кэректер умер.
После выздоровления Джиггер возвращается в «Джунгли», где к своей радости снова начинает играть со своими музыкантами. Однажды во время ливня Джиггер и Дел видят, как к клубу приближается Кей. Она просит Дела разрешить ей остаться, однако он ей отказывает. В ответ Кей угрожает сдать его властям, после чего Дел достаёт пистолет и направляет на неё. Джиггер хватает его за оружие, и между двумя мужчинами начинается драка. Когда пистолет выпадает из рук Дела, его подбирает Кей. Она стреляет и убивает Дела. Джиггер решает спасти Кей и помочь ей скрыться от полиции. Он просит её найти машину Дела на заднем дворе и ожидать его в машине. В этот момент появляются музыканты ансамбля, пытаясь выяснить, что происходит. Они требует от ДЖиггера прекратить отношения с Кей, утверждая, что в прошлый раз, когда он с ней бежал, Кэректер от переживаний потеряла ребёнка. Музыканты сравнивают эмоциональное состояние Джиггера с инвалидностью Брэда. При этом, по их словам, если у Брэда нет возможности исправить ситуацию, то у Джиггера она есть. Подслушав этот разговор, Брэд желает покончить со своей неудачной жизнью и одновременно избавить Джиггера от проблем с Кей. Он садится к ней в машину, утверждая, что Джиггер поедет следом. На тёмной, скользкой дороге он разгоняется, после чего намеренно резко разворачивает машину, которая вылетает с обрыва и разбивается, приводя к гибели обоих. Некоторое время спустя ансамбль вместе с Джиггером возвращается к своей гастрольной жизни, развивая собственный джазовый стиль.

## В ролях
- Ричард Уорф — Джиггер Пайн
- Присцилла Лейн — Джинджер «Кэректер» Пауэлл
- Ллойд Нолан — Дел Дэвис
- Бетти Филд — Кей Грант
- Джек Карсон — Лео Пауэлл
- Элиа Казан — Никки Харойен
- Уоллес Форд — Брэд Эймс
- Говард Да Сильва — Сэм Париас
- Питер Уитни — Пит Боссетт
- Билли Хэлоп — Пеппи
- Джордж Ллойд — Джо
- Чарлтз С. Уилсон — Барни
- Уильям Гиллеспи — певец (баритон) в тюремной камере
- Мэтт Макхью — пьяница

## Создатели фильма и исполнители главных ролей
Анатоль Литвак начал свою режиссёрскую карьеру в 1930 году, поставив вплоть до 1970 года 39 фильмов. К его наиболее признанным картинам относятся психиатрическая драма «Змеиная яма» (1948) и военная драма «Решение перед рассветом» (1952), которые принесли ему номинации на «Оскар» как лучшему режиссёру. К числу других наиболее значимых фильмов Литвака относятся мелодрама «Всё это и небо в придачу» (1940), музыкально-спортивная мелодрама «Завоевать город» (1940), фильм нуар «Извините, ошиблись номером» (1948), биографическая мелодрама «Анастасия» (1956) и криминальная драма «Ночь генералов» (1968).
Кинокарьера Присциллы Лейн охватила период с 1939 по 1948 год, за время которого она сыграла в 22 фильмах. Наиболее значимыми фильмами с её участием стали музыкальная мелодрама Майкла Кёртиса «Четыре дочери» (1938), фильм нуар Рауля Уолша «Ревущие двадцатые, или Судьба солдата в Америке» (1939), военный триллер Альфреда Хичкока «Диверсант» (1942) и криминальная комедия Фрэнка Капры «Мышьяк и старые кружева» (1943), а также фильм нуар Ричарда Флейшера «Телохранитель» (1948).
В период с 1935 по 1986 год Ллойд Нолан сыграл в 96 фильмах, среди которых мелодрама Элии Казана «Дерево растет в Бруклине» (1945), фильм нуар Джозефа Манкевича «Где-то в ночи» (1946), приключенческий триллер «Семь волн тому назад» (1957), драма Фреда Циннеманна «Шляпа, полная дождя» (1957), мелодрама «Пейтон-Плейс» (1957) и мелодрама Вуди Аллена «Ханна и её сёстры» (1986).
Однако, как отметил историк кино Джефф Стаффорд, «самое главное, чем уникален этот фильм — это тем, что в нём играют в качестве музыкантов два будущих кинорежиссёра — Элиа Казан в роли кларнетиста Никки и Ричард Уорф в роли пианиста Джиггера».
Для Казана этот фильм стал последним в качестве актёра. До этого он играл бандита в драме с Джеймсом Кэгни «Завоевать город» (1940), который поставил Анатоль Литвак. И хотя Казан получил хорошие отзывы за свою игру, вскоре его карьера получила иную направленность. В своей автобиографии «Жизнь» Казан вспоминал, как после этой картины решил, что точно может ставить фильмы лучше, чем Анатоль Литвак. Начиная с 1945 года, Казан стал работать как кинорежиссёр, поставив вплоть до 1976 года 19 фильмов. Его фильмы «Джентльменское соглашение» (1947) и «В порту» (1954) принесли ему режиссёрские «Оскары», а фильмы «Трамвай „Желание“» (1951), «К Востоку от рая» (1955) и «Америка Америка» (1963) принесли номинации на «Оскар».
Ричард Уорф в 1940-е годы сыграл в таких картинах, как «Янки Дудл Денди» (1942), «Хранитель времени» (1942) и «Рождественские каникулы» (1944), а в дальнейшем специализировался на постановке лёгких развлекательных фильмов, таких как «Пока проплывают облака» (1946) и «Шампанское для Цезаря» (1950), а также поставил множество эпизодов различных телесериалов.

## История создания фильма
Рабочими названиями фильма были «Горячий ноктюрн» (англ.  Hot Nocturne) и «Новоорлеанский блюз» (англ. New Orleans Blues).
Как отмечено в информации Американского института киноискусства, в основу сценария фильма положена пьеса Эдвина Гилберта (англ. Edwin Gilbert) «Горячий ноктюрн», которую дорабатывал Элиа Казан, рассчитывая поставить её на Бродвее. Как вспоминал сам Казан, «Warner Bros. купили пьесу, которая некоторое время принадлежала мне, затем я от неё отказался. Она рассказывала о джаз-бэнде и конфликтах между его членами. Я не смог собрать деньги на производство спектакля, и тогда автор и я решили продать её. Литвак, который ничего не знал об этом типе музыки, решил поставить фильм по этой пьесе». Как полагает Казан, Литвак в тот момент искал «по-настоящему американскую тему, чтобы сбросить с себя клеймо „европейского режиссёра“».
В «Голливуд Репортер» сообщалось, что изначально на роль гангстера Дела Дэвиса в фильме планировался Джеймс Кэгни, и что ему на замену рассматривалась кандидатура Денниса Моргана. Однако в итоге роль досталась Ллойду Нолану. В свою очередь, Ричард Уорф заменил Джона Гарфилда в главной роли Джиггера Пайна.
Как далее пишет Казан, «Литвак предложил мне роль кларнетиста, но у меня не было особенного желания снова работать с ним, и потому я отложил свой ответ», однако вскоре из-за потребности в деньгах согласился. Позднее в своей автобиографии Казан выразил сожаление этим своим решением. Он написал, что «когда „Блюз ночью“ показывают в вечернем шоу, я советую вам не смотреть его… Я решил этим летом, что больше никогда не буду играть как актёр. И больше я не играл».
Как написал Стаффорд, в фильме «есть эта незабываемая песня, которая была номинирована на „Оскар“ и была настолько успешна, что название фильма было изменено с „Горячего ноктюрна“ на „Блюз ночью“ перед самым выходом на экраны».
Фильм находился в производстве в июне и июле 1941 года и вышел в прокат в ноябре 1941 года.
Джонни Мерсер и Гарольд Арлен получили номинацию на «Оскар» за свою песню Blues in the Night.

## Жанровая характеристика фильма
Как написал Джефф Стаффорд, «среди фильмов, выпущенных Warner Brothers в 1941 году, „Блюз в ночи“ был немного аномалией,… являясь по сути смесью нескольких музыкальных жанров». С одной стороны, это мюзикл, включающий такие запоминающиеся музыкальные номера, как This Time the Dream’s on Me и запоминающуюся заглавную песню, а также выступления нескольких популярных ансамблей. С другой стороны, это драма, в которой каждый из членов ансамбля отличается собственным характером и темпераментом, часто вступая в выяснения отношений друг с другом. И, наконец, это фильм нуар, где с ансамблем вступает во взаимодействие сбежавший заключённый, а роковая женщина Кей Грант (Бетти Филд) становится проклятием для группы, открывая путь к трагической развязке.

## Музыкальная часть картины
Как написал о фильме современный киновед Крейг Батлер, чтобы компенсировать некоторую слабость драматической линии, «у нас есть несколько замечательных музыкальных сцен. Они не сделаны как номера из дорогих фильмов того времени — это обычные эпизоды выступлений ансамбля с вокалисткой или без неё». Однако, по мнению Батлера, «сами песни настолько хороши, и они были показаны настолько хорошо Халлером м режиссёром Анатолем Литваком, что им не требовалось какого-либо особенного дорогого приукрашивания». Прежде всего, это «заглавная песня, которая, конечно, одна из самых замечательных популярных песен из когда-либо созданных (хотя полная версия песни не представлена в фильме)». Хотя песня и сложна по композиции, однако композитор Гарольд Арлен снабжает её «настолько сильной вступительной фразой, что слушатели, кажется, не задумываются о композиции». Её также отличает текст Джонни Мерсера, который «является чистой поэзией, чем-то выдающимся». Помимо этой песни, «Арлен и Мерсер также дали фильму невероятно красивую и задумчивую This Time the Dream’s On Me, которая в любом другом фильме была бы бесспорной вершиной, а также простые и приятные песни Hang On To Your Lids, Kids и Says Who? Says You, Says I».

## Оценка фильма критикой

### Общая оценка фильма
После выхода фильма на экраны кинообозреватель «Нью-Йорк Таймс» Томас Прайор дал ему невысокую оценку, написав, что «композиторы создали мелодичный саундтрек. И это практически всё, что может предложить этот фильм». По мнению критика, Анатоль Литвак хорошо поставил музыкальные сцены, «самым эффективным образом используя монтаж для поддержания быстрого темпа». Однако «когда Литвак берётся за историю взлётов и падений бродячего музыкального квинтета, он теряет контроль». С другой стороны, по мнению критика, «вероятно, Литвак мало что мог поделать с тем мелодраматическим материалом, которым сценаристы предложили ему жонглировать в течение полутора часов». В целом, как пишет Прайор, «визуальный ряд обеспечивает умеренно сносное наслаждение для глаз, в то время, как ухо, если оно настроено на популярный звук, наслаждается музыкой». С другой стороны, кинообозреватель Фред Отман назвал картину «худшим мюзиклом года».
Мнение современных критиков на картину разделились. Киновед Спенсер Спелби назвал картину «малоизвестным ранним нуаром Warner Bros., который связывает характерную нуарную тематику с популярной музыкой своего времени», а Майкл Кини отметил, что «если вам нравится свинг, смелая операторская работа и сюжетная линия, в которой основное внимание уделяется персонажам, то этот нуар для вас».
По мнению Джеффа Стаффорда, это «неизменно увлекательная мелодрама,… неожиданно сочетающая мыльную оперу и музыкальные номера, которая дополняется отдельными острыми репликами сценариста Роберта Россена и мрачной черно-белой операторской работой великого Эрнеста Хэллера». Хэл Эриксон написал, что помимо заглавной песни, которую «нам так и не предоставляют возможности прослушать полностью», фильм «добивается успеха прежде всего своими мелодраматическими сценами, включая мощный кульминационный эпизод с убийствами и самоубийствами» в финале картины. Деннис Шварц отметил, что Литвак «грубо ставит эту якобы аутентичную историю о ведущих борьбу за выживание странствующих джазовых музыкантах, которая далека от аутентичности». По мнению критика, «недостаточное знание режиссёром джазовой музыки заметно в том, как он ставит музыкальные номера».
Как написал кинокритик Крейг Батлер, «это не самый великий музыкальный фильм в мире, но он хорош и более того интересен для любителей музыки». Также и поклонникам фильма нуар следует обратить на него внимание, поскольку он «краем заходит и на эту территорию». Как далее отмечает Батлер, этот «экзистенциальный детективный фильм» отличает «завораживающая, мрачная и суровая операторская работа Эрнеста Хэллера, которая идеально подходит для фильмов нуар». Также в картину удачно вписаны такие элементы нуара, как «связь с преступным миром и мужчина в лапах негодной для него роковой женщины». Однако, по мнению критика, «к сожалению, фильм идёт недостаточно далеко в этом направлении, и значительная часть сценария в итоге представляет собой банальную и неубедительную мелодраму». Как резюмирует своё мнение Батлер, «фильм, конечно, не без изъянов, но при этом это интересный, хотя и неровный фильм».

### Оценка актёрской игры
Томас Прайор высоко оценил актёрскую игру ряда актёров. По его мнению, Ричард Уорф «играет неблагодарно трудную роль, которую исполняет превосходно, показывая самые разные настроения». Кроме того, критик выделил Бетти Филд, которая «в роли сирены использует свои способности для создания самого неприятного персонажа», Элиа Казана, который «сжигает значительную нервную энергию, прыгая по экрану», а также Джека Карсона, который «идеален в роли беспокойного трубача».
По словам Батлера, «фильм заслуживает просмотра благодаря своему необычному актёрскому составу». Во-первых, «это присутствие Элии Казана и Ричарда Уорфа, которые хороши, хотя и не делают ничего особенного. Тем не менее, очень интересно смотреть на этих будущих режиссёров в качестве актёров». Также обращает на себя внимание «сильная игра таких звёзд второго уровня, как Ллойд Нолан, Джек Карсон, Говард Да Сильва, Присцилла Лейн и Бетти Филд».